# Nikołaj Manoszyn
Nikołaj Aleksiejewicz Manoszyn, ros. Николай Алексеевич Маношин (ur. 6 marca 1938 w Moskwie, Rosyjska FSRR, ZSRR, zm. 10 lutego 2022) – rosyjski piłkarz, grający na pozycji pomocnika, reprezentant ZSRR, trener piłkarski.

## Kariera piłkarska

### Kariera klubowa
Wychowanek juniorskich drużyn zespołu Miasokombinatu Moskwa i FSzM Torpedo Moskwa. W 1956 zadebiutował w pierwszym zespole Torpeda Moskwa. W 1963 przeszedł do CSKA Moskwa, w którym w 1966 zakończył karierę piłkarską.

### Kariera reprezentacyjna
17 sierpnia 1960 zadebiutował w reprezentacji Związku Radzieckiego w spotkaniu towarzyskim z NRD wygranym 1:0. Łącznie rozegrał 8 meczów.

## Kariera trenerska
Po zakończeniu kariery piłkarskiej rozpoczął karierę trenerską. W latach 1967–1975 z przerwami pomagał trenować CSKA Moskwa. W 1970 prowadził SKA Kijów. W 1976 i 1981 pracował na stanowisku dyrektora CSKA Moskwa. Również pracował zagranicą - w Somalii z reprezentacją Sił Zbrojnych (1977), Jemenie (1978-1980) oraz Mali (1988-1991).

## Sukcesy i odznaczenia

### Sukcesy klubowe
- mistrz ZSRR: 1960
- wicemistrz ZSRR: 1961
- brązowy medalista mistrzostw ZSRR: 1964, 1965
- zdobywca Pucharu ZSRR: 1960
- finalista Pucharu ZSRR: 1961

### Sukcesy reprezentacyjne
- uczestnik mistrzostw świata: 1962

### Sukcesy indywidualne
- wybrany do listy 33 najlepszych piłkarzy ZSRR: Nr 2 (1960, 1961, 1962)

### Odznaczenia
- tytuł Mistrza Sportu ZSRR: 1960
- tytuł Mistrza Sportu Klasy Międzynarodowej